# Мюре, Жан
Жан Мюре́ (фр. Jean Muret; 21 марта 1799, Люцерн — 8 февраля 1877, Лозанна) — швейцарский политик и ботаник.

## Происхождение и семья
Сын Жюля Мюре. Никогда не был женат.

## Биография
Изучал право в Лозаннской академии, затем в Германии и в Париже. С 1830 по 1845 годы — судья окружного, затем апелляционного суда. С 1817 по 1831 и с 1845 по 1862 годы — депутат Большого совета кантона Во. В 1861 году — вице-председатель Конституционного собрания, вырабатывавшего проект кантональной конституции.
В 1862 году Мюре ушёл со всех своих политических постов и посвятил себя ботанике, которой он увлекался с юности. Он объехал всю Швейцарию и собрал крупнейший гербарий швейцарской флоры (за исключением папоротников, хвощей и мхов). Мюре считался одним из главных экспертов по таким сложным родам, как фиалки и герань. В 1874 году правительство кантона Во приобрело коллекцию Мюре, которая считается самой полной в Швейцарии.